# Brasserie du Bocq
La Brasserie du Bocq est une brasserie familiale belge située à Purnode, dans la commune d'Yvoir en province de Namur.

## Histoire
La brasserie a été fondée à Purnode en 1858 par Martin Belot qui commença à brasser uniquement l'hiver dans une dépendance de sa ferme lorsque les travaux agricoles procuraient plus de temps libre. Les bières y étaient vendues localement. 
Peu après la Première Guerre mondiale, est créée la Gauloise brune, une bière brune de fermentation haute. Cette bière rencontre un grand succès immédiat. 
En 1967, la brasserie rachète la Brasserie Centrale de Marbaix-La-Tour qui finira par fermer en 1985.
Jusqu'en 2003, la famille Belot a dirigé la brasserie, avant de confier la direction à Francis Deraedt en raison du nombre trop élevé d'actionnaires familiaux de la 6e génération..
Au fil du temps, la famille Belot a laissé la majorité des parts à la famille Keersmaekers (déjà propriétaire de Corsendonk, des bières brassées à la Brasserie du Bocq), tout en maintenant l'indépendance et le caractère familial de la brasserie. 
En 2024, la Brasserie du Bocq intègre les activités commerciales de Corsendonk, offrant un portefeuille de marque plus important.
La production annuelle dépasse les 100 000 hectolitres, dont environ deux tiers sont dédiées à la production des bières à façon, tel que la Queue de Charrue. 
L'entreprise compte environ 45 employés. Elle dispose également d'un nouveau site logistique et d'embouteillage, incluant un pipeline entre les sites, des techniques durables et modernes.
La brasserie exporte 40 à 50 % de sa production vers de nombreux pays et nombreuses de leurs bières ont obtenues plusieurs distinctions prestigieuses. Blanche de Namur a été élue Meilleure bière blanche du monde (World Beer Awards, etc.). 

## Situation
Située au sein du village de Purnode dans le Condroz namurois le long de la rue pavée et en côte logiquement baptisée de la Brasserie, l'entreprise est formée de plusieurs bâtiments contigus blanchis à la chaux. 
Le Bocq, qui a donné son nom à la brasserie, coule à environ 1 km plus au nord.

## Bières
- Blanche de Namur - 4,5% vol. - bière blanche dédiée à Blanche de Namur, la fille du Comte Jean Ier de Namur qui vécut au XIVe siècle. Elle dévoile des arômes délicats de coriandre et d'écorce d'orange, offrant une expérience florale et fruitée unique.
- Blanche de Namur Rosée - 3.4 % vol. - bière blanche avec une touche de jus de framboise. Elle est subtilement acidulée et naturellement parfumée.
- Blanche de Namur Apple - 3.4 % vol. - bière blanche avec une touche de jus pur de pommes de vergers sélectionnées.
- Blanche de Namur Radler Lime - 3.4 % vol. - bière blanche combinée avec des notes intenses de citron et de citron vert, y compris une touche d'écorce d'orange amère, pour un véritable concentré de fraîcheur.
- Blanche de Namur IPA - 5.6 % vol. - bière blanche aux notes houblonnées, caractéristiques des IPA. Elle est enrichie d'arômes intenses de houblon Mosaïc.
- Corsendonk Agnus Tripel - 7.5 % vol. - bière d'abbaye de haute fermentation blonde et pétillante, refermentée en bouteille.
- Corsendonk Pater Dubbel - 7.5 % vol. - bière d'abbaye brune et douce, de haute fermentation, refermentée en bouteille, offrant des saveurs subtiles de chocolat et de caramel.
- Corsendonk Rousse - 8.1 % vol. - bière avec des notes de caramel sublimées par une amertume délicate.
- Corsendonk Blond - 6.5 % vol. - bière d'abbaye avec des notes typiques de houblon, sublimées par une attaque florale délicate.
- Corsendonk Bruin - 6 % vol. - bière douce et ronde rafraîchissante et légèrement fruitée, agrémentée de subtiles notes de caramel.
- Corsendonk Gold Tripel - 9.8 % vol. - bière blonde fruitée, agrémentée de légères notes d'agrumes et d'un parfum délicatement houblonné.
- Corsendonk Blanche - 4.8 % vol. - bière blanche non filtrée, avec des arômes fruités dont un délicat parfum de coriandre et des notes d'orange.
- Corsendonk Dubbel Kriek - 7.5 % vol. - bière fruitée avec des senteurs naturelles de cerises sauvages.
- Tête de Mort Triple Blond - 8.1 % vol. - bière triple blonde de haute fermentation avec des saveurs diverses et complexes fruitées et estérées.
- Tête de Mort Triple Red - 8.2 % vol. - bière triple rouge avec une touche de douceur grâce aux fruits rouges (cerise, fraise, prune et cassis).
- Tête de Mort Triple Amber - 8.1 % vol. - bière triple ambrée douce aux saveurs de malt, de caramel et de houblon.
- Tête de Mort Double IPA (DIPA) - 8.1 % vol. - bière puissante avec son amertume prononcée.
- Tempelier Strong Blonde - 8 % vol. - bière blonde dorée, fruitée et houblonnée à l'amertume joliment équilibré grâce à l'ajout de 4 variétés de houblon.
- Tempelier Strong Amber - 7,5 % vol. - bière de couleur cuivrée dorée, à haute fermentation avec refermentation en bouteille.
- Gauloise Blonde - 6,3 % vol. - bière blonde offrant une amertume légère et un parfum fruité et houblonné.
- Gauloise Fruits rouges - 8,2 % vol. - bière offrant un véritable bouquet aromatique dont des notes de framboises, de cerises, de prunes et de cassis.
- Gauloise Ambrée - 5,5 % vol. - bière rousse avec des notes de noisettes, de caramel et d'orange.
- Gauloise Brune - 8,1 %  vol. - bière brune avec des saveurs caramélisées et de café.
- Triple Moines - 7,5 % vol. - bière blonde avec des saveurs fruitées et des touches d'amandes effilées et de fruits blancs séchés.
- Deugniet - 7,5 % vol. - bière triple à la fois fruitée et légèrement florale dont le nom et le dessin sur l'étiquette représentent la statue en bronze de la ville d'Anvers, Den Deugniet, un garnement au pantalon abaissé laissant apparaître ses fesses.
- Kriek Belgique - 3 % vol. - bière avec un parfum de levures et de fruits rouges.
- Excelsior - 5,2 % vol. - pils avec un parfum de houblon.

La brasserie produit aussi des bières à façon, commercialisées par des brasseries ou entreprises de distribution.